# EFAF Cup 2003
Navigation
Édition précédente Édition suivante
L'EFAF Cup 2003 est la 2e édition de l'EFAF Cup.

## Clubs participants
| Club               | Pays        | Saison 2002                     |
| ------------------ | ----------- | ------------------------------- |
| Avedøre Monarchs   | Danemark    | Champion du Danemark            |
| Carlstad Crusaders | Suède       | Vice-Champion de Suède          |
| PA Knights         | Royaume-Uni | Vice-champion du Royaume-Uni    |
| Raiders du Tyrol   | Autriche    | Championnat d'Autriche          |
| Renegades Zurich   | Suisse      | Champion de Suisse              |
| Roskilde Kings     | Danemark    | Vice-champion du Danemark       |
| Slaves de Kiev     | Ukraine     | Championnat d'Ukraine Poule EFL |

## Calendrier / Résultats
| Qualifié pour la finale |

### Groupe A
| Groupe A         |       |      |      |      |     |          |            |       |
| Club             | Jour. | Vic. | Nuls | Déf. | Pts | Pts pour | Pts contre | Diff. |
| Raiders du Tyrol | 2     | 2    | 0    | 0    | 6   | 105      | 47         | +58   |
| PA Knights       | 2     | 1    | 0    | 1    | 3   | 45       | 63         | -18   |
| Renegades Zurich | 2     | 0    | 0    | 2    | 0   | 33       | 74         | -41   |

- 27 avril 2003 :

Kinghts 24 - 7 Renegades
- 2 mai 2003 :

Tirol Raiders 56 - 21 Kinghts
- 17 mai 2003 :

Renegades 26 - 50 Tirol Raiders

### Groupe B
| Groupe B           |       |      |      |      |     |          |            |       |
| Club               | Jour. | Vic. | Nuls | Déf. | Pts | Pts pour | Pts contre | Diff. |
| Carlstad Crusaders | 2     | 2    | 0    | 0    | 6   | 71       | 12         | +59   |
| Avedøre Monarchs   | 2     | 1    | 0    | 1    | 3   | 32       | 25         | +7    |
| Slaves de Kiev     | 1     | 0    | 0    | 1    | 0   | 0        | 20         | -20   |
| Roskilde Kings     | 1     | 0    | 0    | 1    | 0   | 0        | 46         | -46   |

- 13 avril 2003 :

Kings 0 - 46 Crusaders
Monarchs 20 - 0 Slaves
- 4 mai 2003 :

Crusaders 25 - 12 Monarchs

### Finale
- 29 juin 2003 à Innsbruck au Tivoli Neu devant 4500 spectateurs[1] :

Raiders 7 - 28 Crusaders